# Van Duerne de Damast
Van Duerne de Damast was een Zuid-Nederlandse adellijke familie.

## Geschiedenis
Leden van de familie van Duerne oefenden onder het ancien régime functies uit die adel verleenden.
Nicolas van Duerne werd in 1288 tot ridder geslagen door de hertog van Brabant. 
Verschillende van Duernes werden schepen van Gent in de vijftiende tot zeventiende eeuw.
Ze werden heer van Damast door het huwelijk in 1626 van Jean van Duerne (1566-1644) met Isabelle de Casele (1596-1670), vrouwe van Damast.

## Genealogie
- Johannes van Duerne (1696-1754), heer van Damast en Ter Beke, redenaar van het Proosse, x Françoise Tomboy
  - Charles-Eugène van Duerne (1735-1792) heer van Damast, voorzitter van het Proosse, schepen van Brugge, burgemeester van Sijsele, x Justine-Caroline van den Bogaerde
    - Charles-Albert van Duerne de Damast (1783-1835), controleur van de belastingen, x Marie-Anne van Oye
      - Eugène van Duerne de Damast (zie hierna)

    - André van Duerne de Damast (zie hierna)

  - Martin-Louis van Duerne de Damast (1736-1821), officier in Oostenrijkse dienst, commissaris voor de runderziekte (1771), lid van de vrijmetselaarsloge 'La Parfaite Egalité'
  - Philippe van Duerne de Damast (1738-1772), officier in het regiment van de graaf van Arberg

## Eugène van Duerne de Damast
Eugène Louis Joseph van Duerne de Damast (Kortrijk, 30 juni 1816 - Brugge, 30 juni 1898) werd in 1851 erkend in de erfelijke adel.
Zoals zijn vader was hij controleur van belastingen en verhuisde hiervoor naar Brugge. Hij trouwde in 1844 met barones Leonie de Marenzi (1819-1884). Ze hadden twee dochters die trouwden met twee broers Coppieters Stochove, Georges en Edouard, zoons van vrederechter Joseph Coppieters Stochove.

## André van Duerne de Damast
André Jean van Duerne de Damast (Brugge, 29 mei 1789 - Mechelen, 25 juli 1872) werd in 1822 erkend in de erfelijke adel van het Verenigd Koninkrijk der Nederlanden
Hij was een zoon van Charles-Eugène van Duerne de Damast en van Justine van den Bogaerde. Hij trouwde in 1828 met Joséphine de Neve (1790-1854), maar het huwelijk bleef kinderloos.
Onder het Franse keizerrijk was hij kapitein bij de Nationale Wacht. Ingeburgerd in Mechelen werd hij er bestuurder van de Academie voor schone kunsten en vicevoorzitter van de Koninklijke vereniging voor hofbouwkunde.
Het overlijden van André in 1872 en van Eugène in 1898, betekende het einde van de familie van Duerne de Damast.